# Алауи, Моржана
Моржана Алауи (фр. Morjana Alaoui, араб.  مرجانة العلوي‎; род. 30 ноября 1982, Касабланка, Марокко) — французская и марокканская актриса, наиболее известная главной ролью в фильме Паскаля Ложье «Мученицы».

## Биография
Алауи родилась в Марокко, обучалась в Касабланкской американской школе. В возрасте 18 лет она переехала в Париж, Франция, где училась в Американском университете Парижа, также проходила обучение на курсах Флоран. В это время её заметила режиссёр фильма «Марокко» и пригласила на главную роль. В 2008 году актриса совместно с Милен Жампаной
появилась в главных ролях  в фильме «Мученицы». По словам Алауи, изначально на эту роль планировалась другая исполнительница, но она отказалась из-за обилия сцен с актами насилия. Паскаль Ложье увидел Морьяну в «Марокко» и пригласил поучаствовать в его фильме. Для роли актрисе пришлось сбрить волосы, нанесение грима занимало около 4 часов.

## Фильмография
| Год  |   | Русское название         | Оригинальное название           | Роль   |
| ---- | - | ------------------------ | ------------------------------- | ------ |
| 2005 | ф | Марокко                  | Marock                          | Рита   |
| 2008 | ф | Мученицы                 | Martyrs                         | Анна   |
| 2009 | ф | Две жизни Даниэля Шора   | Die zwei Leben des Daniel Shore | Иман   |
| 2010 | ф | Цветы Киркука            | Golakani Kirkuk                 | Найла  |
| 2011 | ф | Отряд особого назначения | Forces spéciales                | Майна  |
| 2013 | ф | Раскачай Касбу           | Rock the Casbah                 | София  |
| 2014 | ф | Искра                    | Scintilla                       | Лила   |
| 2014 | с | Красный шатёр            | The Red Tent                    | Ахоури |
| 2016 | ф | Миф о безнадёжности      | Broken                          | Эви    |
| 2017 | ф | Выгорание                | Burnout                         | Инес   |